# دی‌فلوکورتولون
دی‌فلوکورتولون (انگلیسی: Diflucortolone) یک کورتیکواستروئید است.